# Hypercompe guadulpensis
Hypercompe guadulpensis är en fjärilsart som beskrevs av Charles Oberthür 1881. Hypercompe guadulpensis ingår i släktet Hypercompe och familjen björnspinnare. Inga underarter finns listade i Catalogue of Life.